# Valerijus
Valerijus ist ein litauischer männlicher Vorname (abgeleitet von lateinisch Valerius).

## Personen
- Valerijus Makūnas (*  1955),  Politiker, Bürgermeister
- Valerijus Ponomariovas (* 1953), Politiker,  Vizeverkehrsminister
- Valerijus Simulik (* 1966), Pädagoge und Politiker, Mitglied des Seimas, Schuldirektor

## Ableitungen
- Valerijonas